# Мілювка (Малопольське воєводство)
Мілю́вка (пол. Milówka) — село в Польщі, у гміні Войнич Тарновського повіту Малопольського воєводства.
Населення — 573 особи (2011).
У 1975—1998 роках село належало до Тарновського воєводства.

## Демографія
Демографічна структура станом на 31 березня 2011 року:
|          | Загалом | Допрацездатний вік | Працездатний вік | Постпрацездатний вік |
| -------- | ------- | ------------------ | ---------------- | -------------------- |
| Чоловіки | 292     | 54                 | 212              | 26                   |
| Жінки    | 281     | 53                 | 169              | 59                   |
| Разом    | 573     | 107                | 381              | 85                   |